# جشنواره بین‌المللی تئاتر کودک و نوجوان
جشنواره بین‌المللی تئاتر کودک و نوجوان از مهم‌ترین جشنواره‌های تئاتر ایران است که تاکنون بیست و هشت دوره از آن برگزار شده است.

## تاریخچه
نخستین جشنواره سراسری تئاتر کودک و نوجوان با عنوان «امید» در مهر ماه ۱۳۷۰ در شهر همدان برگزار شد.

## دبیرخانه
| دوره                | دبیر            |
| ------------------- | --------------- |
| اول (۱۳۷۰)          | محمدحسین صوفی   |
| دوم (۱۳۷۱)          | محمدحسین صوفی   |
| سوم (۱۳۷۲)          | محمدحسین صوفی   |
| چهارم(۱۳۷۳)         | محمدحسین صوفی   |
| پنجم (۱۳۷۴)         | محمدحسین صوفی   |
| ششم (۱۳۷۵)          | محمدحسین صوفی   |
| هفتم (۱۳۷۶)         | علیرضا اسماعیلی |
| هشتم (۱۳۷۷)         | علیرضا اسماعیلی |
| نهم (۱۳۷۸)          | علیرضا اسماعیلی |
| دهم (۱۳۷۹)          |                 |
| یازدهم (۱۳۸۰)       | مسعود کرباسچی   |
| دوازدهم (۱۳۸۴)      | رضا توفیقی      |
| سیزدهم (۱۳۸۵)       | مصطفی رحماندوست |
| چهاردهم (۱۳۸۶)      | مصطفی رحماندوست |
| پانزدهم (۱۳۸۷)      | مصطفی رحماندوست |
| شانزدهم (۱۳۸۸)      | مصطفی رحماندوست |
| هفدهم (۱۳۸۹)        | مصطفی رحماندوست |
| هجدهم (۱۳۹۰)        | شهرام کرمی      |
| نوزدهم (۱۳۹۱)       | شهرام کرمی      |
| بیستم (۱۳۹۲)        | شهرام کرمی      |
| بیست و یکم (۱۳۹۳)   | پیام دهکردی     |
| بیست و دوم (۱۳۹۴)   | شهرام کرمی      |
| بیست و سوم (۱۳۹۵)   | شهرام کرمی      |
| بیست و چهارم (۱۳۹۶) | مریم کاظمی      |
| بیست و پنجم (۱۳۹۷)  | مریم کاظمی      |
| بیست و ششم (۱۳۹۸)   | مجید قناد       |
| بیست و هفتم (۱۴۰۱)  | امیر مشهدی عباس |
| بیست و هشتم (۱۴۰۲)  | امیر مشهدی عباس |
| بیست و نهم (۱۴۰۳)   | امیر مشهدی عباس |